# 雷亚尔德蒙特罗伊
雷亚尔德蒙特罗伊，是西班牙巴伦西亚自治区巴伦西亚省的一个市镇。总面积18平方公里，总人口1855人（2001年），人口密度103人/平方公里。